# Wolffia

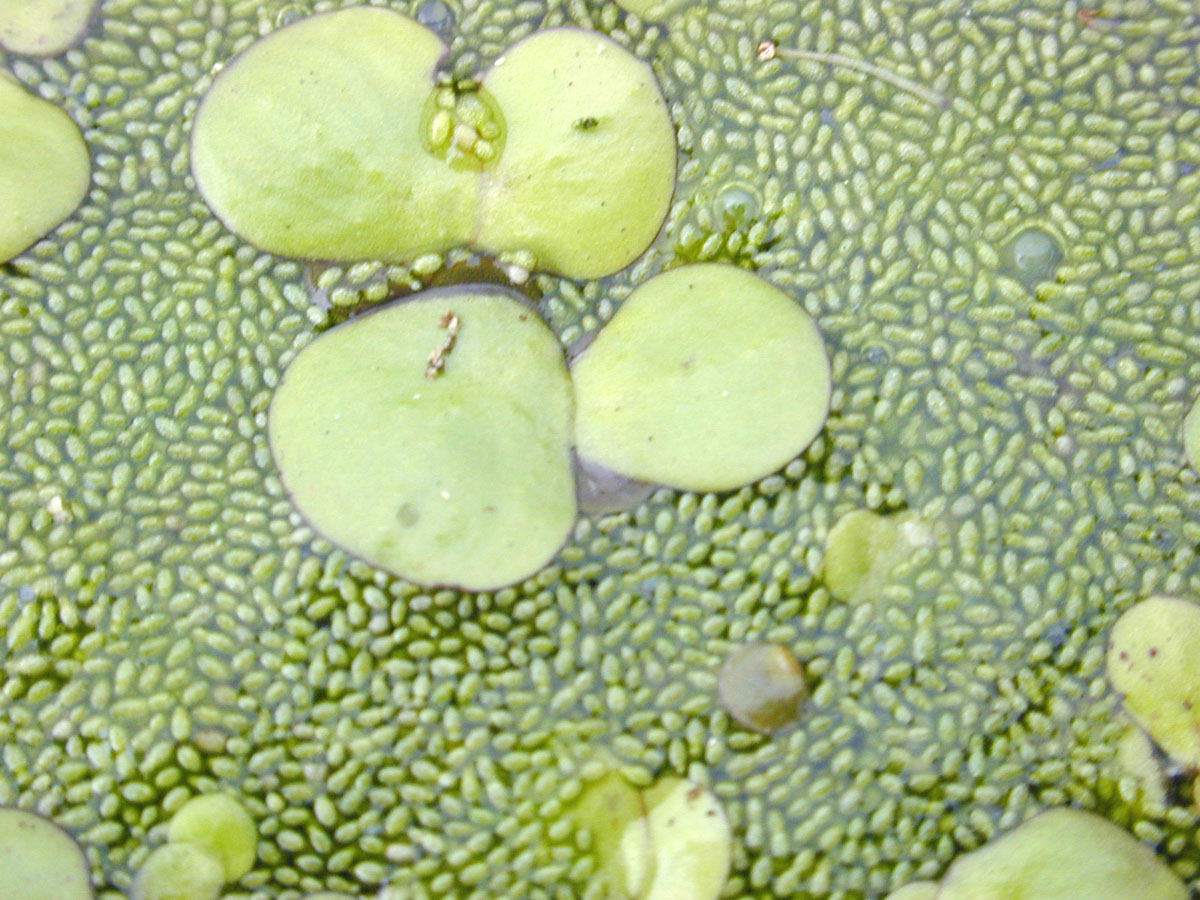
Spirodela polyrrhiza i Wolffia globosa.

Wolffia és un gènere de plantes aquàtiques que conté de 9 a 11 espècies. Aquest gènere inclou les plantes angiospermes més petites del món. Les espècies de Wolffia són tal·lus que floten lliurement en l'aigua i no tenen arrels. La seva flor té només un estam i un sol carpel. De vegades es presenten junt amb plantes dels gèneres Lemna i Spirodela. La seva distribució és gairebé cosmopolita. Les espècies de Wolffia contenen in 40% de proteïna i potencialment són adequades per la nutrició humana.
És una planta indicadora d'aigües possiblement contaminades.

## Algunes espècies

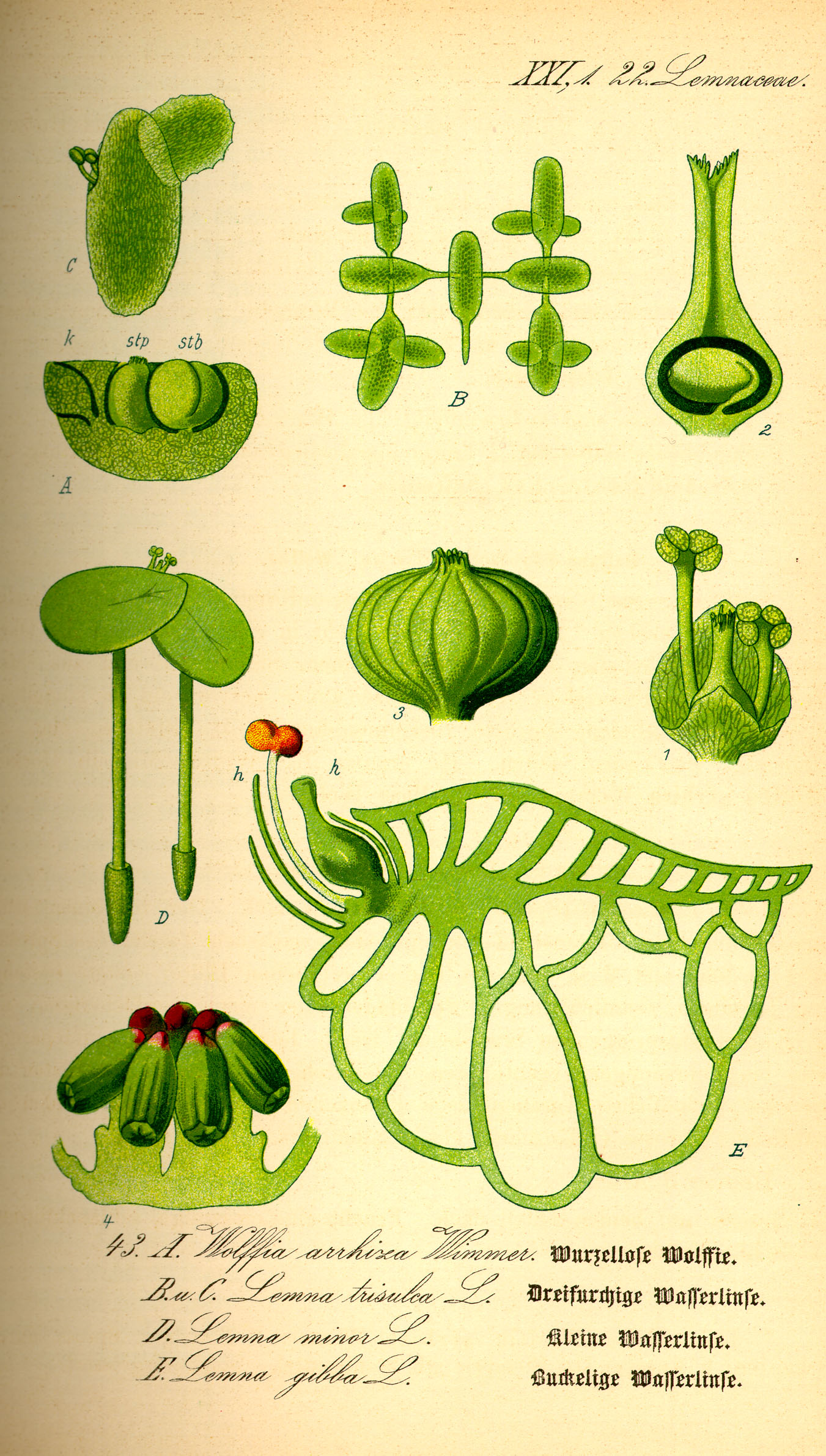
Wolffia arrhiza.

| - Wolffia angusta - Wolffia arrhiza - Wolffia australiana - Wolffia borealis - Wolffia brasiliensis - Wolffia columbiana - Wolffia cylindracea - Wolffia elongata - Wolffia globosa - Wolffia microscopica - Wolffia neglecta |